# Amazonie
Pour la bande dessinée, voir Amazonie (bande dessinée). Pour le village camerounais, voir Amazonie (Ngong).
Ne doit pas être confondu avec la forêt amazonienne, ni avec le fleuve Amazone.
Cet article possède un paronyme, voir Ambazonie.
 (février 2012).
Si vous disposez d'ouvrages ou d'articles de référence ou si vous connaissez des sites web de qualité traitant du thème abordé ici, merci de compléter l'article en donnant les références utiles à sa vérifiabilité et en les liant à la section « Notes et références ».

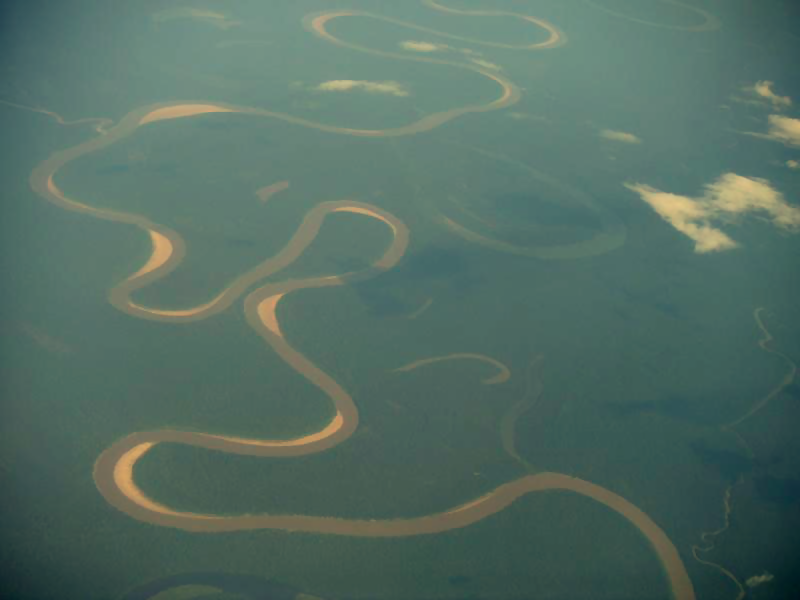
Vue aérienne de la forêt amazonienne.

L'Amazonie (en espagnol : Amazonia, en portugais : Amazônia) est une région naturelle d’Amérique du Sud. Au sens strict, elle correspond au bassin amazonien, l'immense bassin versant de l'Amazone et de ses affluents. Au sens large, elle comprend aussi le plateau des Guyanes, adjacent au nord et similaire en termes de climat et de végétation. L'Amazonie est couverte en grande partie par la forêt amazonienne. Sa superficie est de 5 500 000 km2.
Le climat amazonien est chaud et humide durant toute l'année. La température moyenne régnant en Amazonie est de 25 °C. Les précipitations moyennes sont de 2 100 à 2 450 mm/an, avec cependant des zones au nord-ouest atteignant plus de 10 000 mm/an. La forêt amazonienne est la deuxième plus grande forêt du monde, derrière la taïga et l'une des régions les plus humides de la planète, d'où une grande richesse en biodiversité.
Cette biodiversité est très menacée ; 17 % de la forêt ont disparu en raison des actions humaines. Le Fonds mondial pour la nature (WWF) a lancé un programme pour sauver l'Amazonie : le Living Amazon Initiative (« Initiative pour une Amazonie vivante »). Il cherche des solutions de rechange avec les gouvernements, les entreprises et les communautés locales afin de protéger la biodiversité en Amazonie. De son côté, l'UNESCO y a fondé plusieurs réserves de biosphère et inscrit le parc national de Manú, le parc national Noel Kempff Mercado et le complexe de conservation de l'Amazonie centrale sur la liste du patrimoine mondial.
Au nord de l'Amazonie existe un phénomène très rare : deux bassins fluviaux sont reliés par un cours d'eau naturel qui franchit la ligne de partage des eaux (invisible dans cet espace parfaitement horizontal) : le canal du Casiquiare, qui relie le bassin de l'Orénoque à celui du rio Negro, affluent de l'Amazone.
En portugais ou espagnol, le rio Amazonas, donne aussi le nom officiel Amazonas en portugais ou espagnol de plusieurs États ou régions administratives dans les pays traversés par le fleuve, des régions aussi appelées communément « Amazonie » en français. Quoique l'impact de l'Amazonie sur la production d'oxygène soit neutre, elle est souvent et non scientifiquement considérée comme le « poumon de notre planète ». Néanmoins, la poursuite de sa destruction engendrerait de très graves conséquences écologiques, environnementales et humaines, non seulement sur les 200 peuples indigènes (soit près de 1,3 million de personnes), mais pour l'ensemble de l'humanité et de la vie sur Terre, ayant notamment un fort impact sur le réchauffement climatique.                                                    De plus, l’Amazonie est aussi un territoire symbolique sur lequel se projettent différents imaginaires hérités de la colonisation, se centrant autour d’un fantasmé « enfer vert » ou encore de « bons sauvages ».

## Histoire

### Époque précolombienne

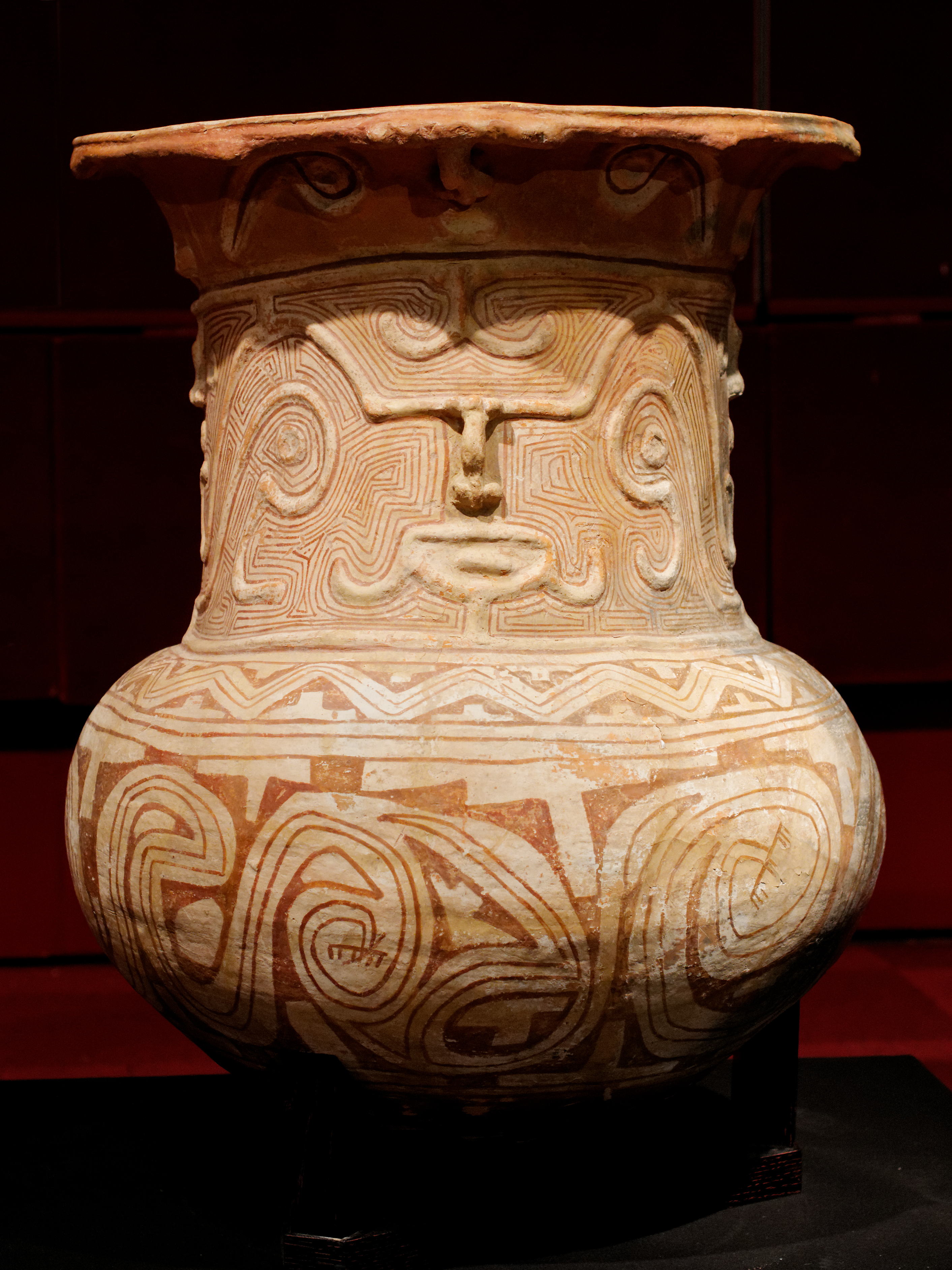
Vaisselle de la civilisation marajoara (site de l'île de Marajó, XIe siècle).

#### Art rupestre
L'Amazonie a longtemps été vue comme une terre vierge de civilisation peuplée par quelques chasseurs-cueilleurs, son histoire éclipsée par celles des Incas, Mayas et Aztèques. La nature de ce milieu extrême ne pouvait qu'avoir forgé les habitudes des gens qui l'avaient peuplé. Ce n'est qu'au début des années 2010 que l'archéologie a mis en évidence la richesse et le faste civilisationnels de l'Amazonie.
Chiribiquete, situe au sud de la Colombie, présente des peintures rupestres datées des dix derniers millénaires représentent des scènes de chasse, des batailles, des danses et des cérémonies, ainsi que des représentations renvoyant à la faune et à la flore, avec notamment le culte du jaguar.Ce vaste ensemble constitue une longue tradition culturelle – appelée Chiribiquete – qui a duré plusieurs siècles et se caractérise par différents styles. Dans les abris de cette chaîne de montagnes cette production de peintures semble avoir eu lieu entre 1500 et 500 avant notre ère. Elle pourrait être beaucoup plus ancienne, comme le suggère le même auteur, en raison de la présence d’un fragment de mur avec des taches de la même couleur que les peintures trouvées parmi des cendres et des ossements datés de 19 500 avant le présent (17 500 AEC). Cette datation haute a été reprise par le site de l'UNESCO.

#### Civilisations et cultures

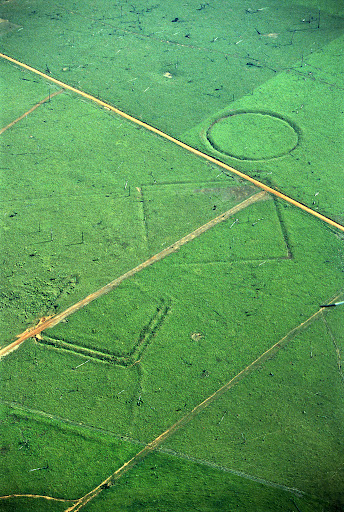
Géoglyphe précolombien dans l'État de l'Acre (Brésil), prouvant que l'Amazonie a été peuplée à l'époque précolombienne.

Avant l'arrivée des Européens, près de dix millions d'Amérindiens vivaient en Amazonie. Par exemple, la densité de population à la fin du XVe siècle sur l'île de Marajó est estimée à 5 à 10 habitants au kilomètre carré, 6 à 12,5 habitants au kilomètre carré dans le haut Xingu et 50 à 100 habitants au kilomètre carré sur le littoral des Guyanes.
Les peuples amazoniens comme en Équateur dans la vallée de l'Upano (en) - dans la région amazonienne du piémont andin - et sur le site archéologie de Sangay, 500 ans avant notre ère, ont créé des fossés, des canaux, des réservoirs, des digues, ils ont surélevé le sol, réalisant des milliers de plateformes à des fins agricoles, résidentielles, cérémonielles et funéraires, ils ont créé des chemins et des chaussées, parfois profondément creusées en lignes droites et se coupant à angle droit. Sur ce site, cinq villes et une dizaine de villages ont été détectés,,,. Le Lidar, utilisé pour cette recherche, a donc fait apparaitre un urbanisme complexe et des cités-jardins, le tout conçu en damier, en pleine jungle tropicale.
La terra preta le long de l'Amazone, véritablement identifiée fin XXe siècle est une terre noire d'une fertilité exceptionnelle d'origine anthropique, due à des concentrations particulièrement élevées en charbon de bois, en matière organique et en nutriments, qui fut réalisée par une occupation dense et très longue de ses rives, qui a modifié chimiquement et mécaniquement la nature du sol tropical plutôt pauvre naturellement.

#### Agriculture précolombienne
Les peuples amazoniens prennent part à de vastes réseaux commerciaux s'étendant sur plusieurs centaines de kilomètres via un réseau dense de sentiers tracés dans la jungle. La culture itinérante prédomine (ramassage d'urucum par les Indiens Yawanawa en Amazonie). Les plantations sur brûlis durent un ou deux ans ; les habitants produisent uniquement pour leur seul usage du manioc, du riz et de la canne à sucre. Certains faisaient un petit commerce de piments, de jute et de cacao.
La population amérindienne connaît un fort déclin à la suite de l'arrivée des Européens et des maladies qu'ils importent : entre 85 % et 90 % de la population amazonienne disparaît.

### Époque contemporaine
Au XIXe siècle, Matthew Fontaine Maury, le directeur de l’Observatoire naval des États-Unis, suggère de régler la question raciale aux États-Unis en colonisant l’Amazonie pour y déporter la population noire américaine. Sa stratégie consiste, dans un premier temps, à obtenir l'ouverture du fleuve Amazone à la navigation. L’historien Luiz Alberto Moniz Bandeira souligne : « Toute la presse adhère à la campagne. Esclavagistes, armuriers, commerçants et flibustiers se mobilisent pour défendre ce que Maury présente comme une politique du commerce dans l’intérêt de la science. » Le représentant du Brésil à Washington s'en inquiète en 1849 : l’autorisation de naviguer sur l’Amazone « ouvrirait la porte à la formation de comptoirs américains, à une immigration massive et, par conséquent, à une manœuvre similaire à celle qui a permis [à Washington] de mettre la main sur le Texas ». Dans un courrier daté de 1853, Maury précise sa stratégie : « Tentons de convaincre nos interlocuteurs par la voie diplomatique car il sera peut-être possible d’obtenir l’ouverture [de l’Amazone] de façon pacifique. […] La paix si nous le pouvons, la force si nous le devons. » Le projet échoue néanmoins.

#### Déforestation auXXesiècle
Après l'instauration de la dictature militaire en 1964, des projets ambitieux destinés à intégrer le territoire forestier à l'économie nationale sont lancés au prix de destructions de l'environnement et de déplacement de populations indigènes. Le plus emblématique d’entre eux est la construction d’une autoroute de plus de quatre mille kilomètres entre la ville de Cabedelo, dans le Nordeste, et celle de Lábrea, proche de la frontière entre la Bolivie et le Brésil. Le projet — qui ne sera jamais totalement achevé — est inauguré en 1972, avec l'objectif de constituer de grandes exploitations, de mieux contrôler les frontières et d'amener des populations pauvres sur les nouvelles terres tout en évitant une réforme agraire que la dictature refuse. Ces mesures permirent d’ouvrir environ 2,25 millions de kilomètres carrés à la colonisation Mais l'exploitation des ressources est mal conduite et les résultats sont très décevants. L'État brésilien, obligé de revoir ces projets, est confronté, depuis la fin des années 1980, aux interventions de la Banque mondiale, qui lui impose de sévères contraintes financières.
À partir de 1974 apparaissent de grands domaines contrôlés par de puissants groupes financiers brésiliens comme MPV[Qui ?] et surtout multinationaux. Le Rockefeller Group possède ainsi 500 000 hectares ; une autre société américaine, la Georgia-Pacific, plus de 7 000 000 hectares ; Volkswagen do Brasil 220 000[réf. nécessaire], etc. Ces groupes ont fondé des pâturages sur lesquels sont élevés plus de six millions de têtes de bétail. Le milliardaire américain Daniel K. Ludwig (1897-1992) est le plus célèbre de ces nouveaux fazendeiros : dans les années 1960, sa société « Jari » avait constitué au nord de Belém un immense domaine agro-industriel d'environ six millions d’hectares; il élevait 50 000 bovins par an dans « le plus grand élevage du monde », et produisait de la canne à sucre, du soja, du maïs, du blé. Il possédait également des unités agro-alimentaires, des usines de traitement de bauxite, de fabrique de cellulose et de pâte à papier. Le tout destiné à l’exportation, notamment vers le Japon.
Quelque 30 000 ouvriers y étaient employés dans des conditions parfois qualifiées de « semi-esclavagistes ». L'échec économique de Jari le conduisit à abandonner ce projet en 1981. Les terrains ont été acquis par diverses sociétés brésiliennes, pour de la production de cellulose.
Après le retour à la démocratie en 1985, les préoccupations environnementales entrent dans le débat public. L'assassinat en 1988 du syndicaliste Chico Mendes, qui défendait les droits des ouvriers chargés de recueillir le latex dans les plantations d’hévéas, provoque une forte émotion. Des lois visant à protéger la forêt commencent à apparaitre, malgré de fortes réticences des milieux militaires et conservateurs. En décembre 1991, l’ancien ministre des armées Leônidas Pires Gonçalves, dans un entretien donné à la presse, explique que le secrétaire d’État à l’environnement lui inspire « la même haine que celle qu’il avait éprouvée jadis pour le dirigeant communiste Luís Carlos Prestes ». À l'étranger, après la découverte des destructions considérables causées par la dictature militaire, des voix s'élèvent pour réclamer une mise sous tutelle internationale de l'Amazonie. Cette idée est toutefois largement rejetée au Brésil. En novembre 2000, au cours d’un débat dans une université américaine, Cristovam Buarque, l’un des dirigeants du Parti des travailleurs, est interrogé sur l’idée d’internationaliser l’Amazonie et donne une réponse demeurée célèbre au Brésil : « Si les États-Unis souhaitent internationaliser l’Amazonie afin de ne pas courir le risque de l’abandonner à la responsabilité des seuls Brésiliens, alors internationalisons également l’arsenal nucléaire américain. Ne serait-ce que parce que les États-Unis ont déjà fait la démonstration qu’ils sont capables de l’utiliser, provoquant une destruction bien supérieure aux incendies (…) que nous observons au Brésil ».

## Géographie et biologie
L'Amazonie est la région de l'Amérique du Sud couvrant les bassins moyen et inférieur de l'Amazone dominée par la forêt tropicale. Elle couvre 6,7 millions de km2 dans neuf pays ou territoires.
- Brésil (63 %)
- Pérou (10 %)
- Colombie (7 %)
- Bolivie (6 %)
- Venezuela (6 %)
- Guyana (3 %)
- Suriname (2 %)
- Équateur (1,5 %)
- Guyane française (1,5 %)

La forêt amazonienne est la plus grande forêt pluviale au monde. Elle représente 50 % des forêts tropicales du monde entier. Les paysages sont très différents : des savanes aux forêts inondées.
Elle produit 15 % de l'eau des rivières et freine le changement climatique en absorbant le CO2. Sans oublier la richesse en espèces végétales et animales. L'Amazonie contient 10 % de toutes les espèces au monde. C'est le dernier refuge du jaguar, des harpies et de loutres géantes.
La forêt amazonienne forme avec les forêts du Bassin Congo et de l'Asie-Pacifique une ceinture verte qui encercle la Terre.
Le climat y est tropical, la température moyenne de 27,9 °C à la saison sèche et 25,8 °C à la saison humide. L'humidité relative atteint 77 % à la saison sèche et 88 % à la saison humide.
À cause de l'activité humaine, 20 % de la forêt amazonienne a déjà été détruite. Chaque année, 2,27 % de la forêt amazonienne disparaît.

### Environnement

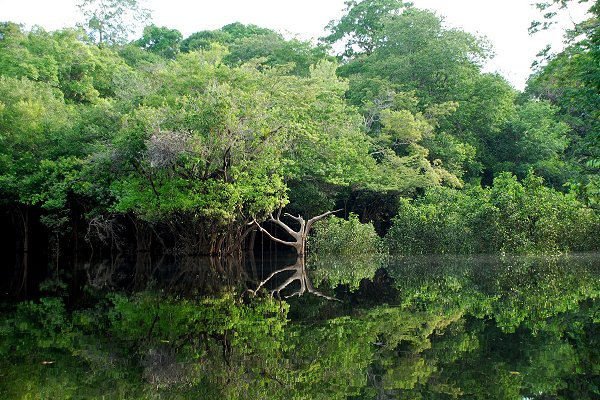
Paysage d'Amazonie à l'ouest de Manaus.

L'essentiel du bassin de l'Amazone, dont la surface totale est d'environ 7,3 millions de km2, dont 5,5 est aujourd'hui encore couvert par des écosystèmes de forêts tropicales. L'Amazonie constitue de ce fait le plus important réservoir de diversité biologique de la biosphère. Les principales menaces pour l'environnement sont l'assèchement et la déforestation, encouragés par les modes de développement économique encouragés ou tolérés par les pouvoirs publics des divers pays qui se partagent l'Amazonie, une région dont la forêt et les sols sont très dépendants de l'eau qui ruisselle dans le bassin de l'Amazone, et de celle qui est évapotranspirée par la forêt pour former des rivières volantes (dont le débit annuel dépasse celui de l'Amazone et qui sont la principale source de pluie dans cette partie du monde.
Le Brésil par exemple a construit un gigantesque réseau autoroutier destiné à permettre sa « mise en valeur ». Ce même processus de déboisement s'observe sur toute la périphérie du bassin : en Colombie et dans les parties péruviennes et boliviennes de celui-ci, dans le sud du Venezuela et dans le Plateau des Guyanes. Le Brésil a mis sa forêt vierge en coupe réglée. Les militaires ont tracé les routes et les pauvres de la région du Nordeste sont venus coloniser l'Amazonie, nouvelle Terre promise. Après des mois d'effort, les paysans cultivent une terre épuisée. Des millénaires d'érosion ont lavé le sol de toutes substances organiques. Au bout de deux ans, il faut aller défricher encore plus loin. Certains se résignent mais, de plus en plus souvent, paysans et chômeurs refluent vers les villes et se révoltent.
Les paysans sont suivis par les aventuriers et les multinationales qu'attirent les richesses du sous-sol. Un tiers de la forêt a disparu. Le bilan écologique est alarmant. L'Amazonie est un gigantesque chantier. On trace de nouvelles routes à travers la forêt, de nouvelles villes surgissent. La découverte des richesses contenues dans le sous-sol a provoqué la ruée des aventuriers de toutes nationalités. Des milliers d'hommes à l'aventure ont creusé la terre en espérant la fortune. Encouragés par l'État, les paysans du Nordeste du Brésil fuient vers l'Amazonie. Ils n'ont pour seul vrai bagage que les promesses du gouvernement : 100 hectares de forêt par famille, payables à crédit, qu'il va falloir déboiser. Il est vrai que le sous-sol de la forêt contient de fabuleuses richesses : des milliers de tonnes de minerais (fer, cuivre, manganèse, bauxite, or) mais la terre est d'une extrême pauvreté. Quand elle aura livré ses maigres ressources, les paysans s'en iront encore vers un nouvel exil…
Les seules bêtes qui s'adaptent au climat sont les zébus de race africaine. Leur élevage est rentable, à condition d'investir et d'exporter leur viande. Ce que seuls réussissent les grands propriétaires.

### Diversité biologique
Le poids de la richesse de l’Amazonie dans la biodiversité mondiale est variable suivant les groupes zoologiques : 2 % des arachnides mondiaux se trouvent en Amérique, 3 % des myriapodes, 28 % des ricinules, 9 % des schizomides et des scolopendromorphes, 7 % des pauropodes. Ces chiffres peuvent être délicats à interpréter car les inventaires sont encore très incomplets.
Une autre façon de comprendre la richesse de cette zone (similaire à l’ensemble des forêts tropicales humides) est de signaler que des inventaires ont découvert 95 espèces de fourmis différentes sur un seul arbre, alors que 105 espèces vivent dans l’ensemble de l’Allemagne.
La forêt amazonienne possède la plus grande diversité de la planète. On y trouve une espèce sur dix de plantes et d'animaux. Une partie d'entre elles ont reçu l'épithète spécifique amazonicus, amazonica ou amazonicum .
En 2010, un rapport du WWF a montré qu'entre 1999 et 2009, 1 200 nouvelles espèces ont été découvertes dans la forêt amazonienne dont 637 plantes, 257 poissons, 216 amphibiens, 55 reptiles, 16 oiseaux et 39 mammifères. Les scientifiques ont identifié notamment un nouvel anaconda (le premier depuis 1936) et une grenouille avec un dessin de flammes.

#### Animaux
En Amazonie, il existe des espèces très spéciales :
- le pirarucu, un des plus grands poissons de l'Amazone, qui mesure jusqu'à 3 à 5 m de long et peut peser entre 200 et 400 kg. Séchées, ses écailles servent de lime à ongles ;
- le capybara, le plus gros rongeur du monde, qui se promène le long des berges de fleuve et s'y baigne souvent. Il appartient à la famille des Hydrochaeridae. Un capybara adulte mesure entre 1,05 et 1,35 m de long et pèse de 35 à 65 kg ;
- le dauphin rose, un dauphin de l'ordre des odontocètes, qui vit exclusivement en rivière. Il mesure environ 2,80 m pour un poids allant jusqu'à 150 kg ;
- l'iguane d'Amazonie, qui peut atteindre 1,80 m et 13 kg[réf. nécessaire].

## L'Amazonie, pays par pays

### Bolivie
L'Amazonie bolivienne correspond aux départements de Pando, Beni, partie de Santa Cruz, de La Paz, et de Cochabamba.

### Brésil
L'Amazonie légale, anciennement Amazonie brésilienne, est une portion du territoire brésilien définie par diverses lois en 1953, 1966 et 1971 avec comme objectif la programmation gouvernementale afin de « planifier et promouvoir le développement de la région ».
Elle comprend les États de l'Acre, de l'Amapá, de l'Amazonas, du Pará, du Rondônia, du Roraima et une partie des États du Mato Grosso, du Tocantins et du Maranhão.
Elle comporte à la fois la forêt amazonienne proprement dite, et une partie du cerrado. Lors de la refonte de sa constitution en 1988, le Brésil a intégré des règles visant à protéger l'environnement et les communautés indiennes. En application, le code forestier a l'année suivante prévu des règles pour réguler la déforestation en instituant une « réserve légale », partie de la végétation naturelle que chaque propriétaire foncier est tenu de conserver. Ces réserves légales sont de :
- 80 % en Amazonie (forêt) ;
- 35 % dans le cerrado de l'Amazonie légale ;
- 20 % dans les autres zones[30].

### Colombie
L'Amazonie colombienne couvre 406 000 km2 et comprend les départements de Amazonas, Guainía, Vaupés, Putumayo et Caquetá. La forêt, selon certains scientifiques, pourrait disparaître d'ici quelques dizaines d'années si on continue à la défricher.

### Équateur
Située sur la zone orientale du pays, l'Amazonie équatorienne comprend les provinces de Zamora-Chinchipe, Morona-Santiago, Pastaza, Napo, Orellana et Sucumbíos.
Les principaux groupes présents dans l'Orient sont :
- A'i Cofán ;
- Secoya ;
- Siona ;
- Waorani ;
- Zápara ;
- Shiwiar ;
- Achuar ;
- Shuar ;
- Kichwa.

### France
Le département et région d'outre-mer français de Guyane est recouvert à 96 % par la forêt. Celle-ci est remarquable car elle est en grande partie primaire, et constitue l'un des espaces les moins écologiquement fragmentés au monde.
La forêt guyanaise est protégée en partie par un parc national, le parc amazonien de Guyane. Elle est cependant menacée en certains endroits par l'exploitation de l'or, essentiellement sous la forme d'orpaillage illégal.
Comme dans les autres pays amazoniens, il y vit des peuples amérindiens, par exemple les Tekos, les Wayãpi et les Wayana.

### Pérou
L'Amazonie péruvienne est constituée des départements suivants : Loreto, Madre de Dios, San Martín, Amazonas et Ucayali.
Depuis juin 2019, du pétrole s’écoule d’un pipeline dans l’Amazonie péruvienne. Après douze jours de grève et de blocages d’axes routiers, le gouvernement accepte de négocier avec les communautés indigènes locales. Celles-ci demandent, outre la réparation des dommages causés par l’activité pétrolière et l’investissement dans des projets de développement, l’arrivée d’urgence d’une aide humanitaire dans les villages affectés par la rupture du pipeline. La fuite a engendré la pollution massive de plusieurs cours d’eau et d’hectares de terres cultivées, affectant significativement les habitants des environs.

### Venezuela
L'Amazonie vénézuélienne est la région Sud-Est du Venezuela. Le bassin de l'Orénoque est parfois considéré amazonien dans son ensemble, une généralisation quelque peu abusive.

## Déforestation
L'Amazonie fournit près de 12 % des réserves en eau douce du globe, un dixième de la faune connue et plus de 40 000 espèces végétales. Mais l'Amazonie, excessivement déboisée, a déjà perdu 17 % de sa surface originelle [réf. souhaitée]. Selon les projections du Fonds mondial pour la nature (WWF), si son exploitation se maintient à ce rythme, 55 % de sa surface aura disparu en 2030 [réf. souhaitée], puis, selon certains experts, la totalité de la forêt amazonienne d'ici 2050 [réf. souhaitée], ce qui pourrait fortement perturber l'équilibre de la planète.
La déforestation de la forêt amazonienne est responsable de la réduction de la biocapacité du Brésil. Si le rythme de la déforestation s'est ralenti sous la présidence de Lula da Silva, il repart en forte hausse à partir de 2016. Le nouveau gouvernement mené par Michel Temer est régulièrement accusé par des ONG dont WWF de se désintéresser de la question de l’environnement, notamment à la suite de sa décision d'ouvrir à l’exploitation minière de millions d’hectares de forêt jusqu’alors protégés par le statut de réserve naturelle.
En 2014, São Paulo et sa périphérie (21 millions de personnes) connaissent une pénurie d'eau d'une ampleur inédite qui « a failli aboutir à un scénario catastrophe », seules quelques semaines séparant le retour de pluies suffisantes et la disparation complète des réserves d'eau de la ville. D'après une étude publiée par l’institut de recherches brésilien Centro de Ciência do Sistema Terrestre, la déforestation massive de l’Amazonie constitue la principale cause de la pénurie, la forêt exportant « de véritables fleuves aériens de vapeur d’eau ».
Le taux de déforestation de la forêt amazonienne a augmenté de 29 % entre 2015 et 2016.
Alors que 20 % de forêt tropicale amazonienne ont déjà été défrichés, certains chercheurs estiment proche la transformation irréversible de l'Amazonie dans son ensemble puisque le point de basculement se situerait entre 20 et 25 % de déboisement, qui verrait les parties sud et est de la forêt tropicale s'assécher et se transformer en savane.

## Feux de forêt
En août 2019, des feux de forêt faisant plusieurs incendies ont été signalés. L'ONU réagit à ce phénomène catastrophique et en septembre 2019, le président français, Emmanuel Macron réagit et fait un discours pour soutenir l'Amazonie. Mais le président brésilien, Jair Bolsonaro veut exploiter l'Amazonie et s'oppose alors à l'ONU.

## Protection de la forêt

### Réserves
La France a fondé en 2007 le parc amazonien de Guyane qui, avec les réserves brésiliennes, forme la plus vaste aire protégée de forêt tropicale au monde.

### Projet de reforestation
En septembre 2017, l’entreprise Rock in Rio a décidé, jusqu'en 2023, de reboiser 30 000 hectares de forêt amazonienne au Brésil soit 0,005 % de la superficie totale, en plantant 73 millions d'arbres, dont 200 types de graines différentes ; c'est le plus grand projet de reforestation au monde,.

### Initiative des Bassins Sacrés
Début 2020, un ample collectif d’organisations comme la CONFENIAE et l’AIDESEP, la Fondation Pachamama, Amazon Watch ou Pachamama Alliance guidées par les communautés indigènes d’Amazonie ont proposé de protéger la zone des Bassins Sacrés (Cuencas Sagradas), ses 30 millions d’hectares de forêt tropicale et les 500 000 indigènes de plus de 25 nationalités différentes vivant en son sein, dont certains en isolement volontaire, en lançant l'initiative Bassins Sacrés, Territoires pour la Vie.